# Trójumanna saga
Trójumanna saga (o Saga de los Troyanos) es una de las sagas caballerescas posiblemente escrita en el siglo XIII. Una versión en nórdico antiguo de diversas compilaciones sobre la Guerra de Troya cuyas raíces proceden de Dares Frigio y su De excidio Troiae, por un lado, e Ilias Latina de Salustio (una versión de la Ilíada de Homero) por otro. Sobreviven tres textos, que se conservan en Ormsbók y otros escritos del siglo XIV y posteriores. La saga amplía el marco básico proporcionado por Dares Frigio para crear una historia con muchos elementos y valores nórdicos, y se cierra con un breve resumen del regreso de los griegos a casa y recuento de las víctimas de la guerra.